# Purpurfleckiger Täubling
Der Purpurfleckige Täubling (Russula vinosopurpurea) ist ein Pilz aus der Familie der Täublingsverwandten. Es ist ein seltener, mittelgroßer Täubling mit einem purpur- bis rotbraunen, fleckig entfärbenden Hut, der bei Reife satt ockergelbe Lamellen hat. Er schmeckt erträglich scharf und ist ein Begleiter von Eichen, Hain- und Rotbuchen.

## Merkmale

### Makroskopische Merkmale
Der Hut ist 4–12 cm breit, fest und ziemlich dickfleischig. Jung ist er gewölbt mit leicht eingebogenem und abgerundetem Rand, später abgeflacht und im Alter trichterförmig vertieft. Der Rand ist oft sehr unregelmäßig verbogen und lange Zeit glatt. Erst im Alter ist er mitunter breit höckerig gefurcht. Der Hut ist oft ganz oder teilweise purpur-, weinrot gefärbt, teils in leuchtenden, teils in trüberen Tönen. Er kann auch wund- oder braunrot gefärbt sein und in der Mitte eine fast schwärzlich abgegrenzte Zone aufweisen. Der Hut neigt dazu, fleckig oder diffus auszublassen, sodass er wie bunt gescheckt erscheint und fuchsrote, orange- oder ockergelbe, schmutzigbräunliche und selbst olivgrünliche Flecken und gelegentlich auch zitronengelbe Striemen zeigt. Die Huthaut ist oft stark schmierig und glänzt auch nach dem Abtrocknen. Sie ist fest, kahl und sehr glatt und lässt sich bei jungen Exemplaren mindestens zu 2/3 abziehen.
Die gedrängt bis entfernt stehenden, spröden Lamellen sind jung blass und bei Reife satt ocker gefärbt und haben einen dottergelb Reflex. Sie sind stumpf, bei niedergedrücktem Hut breit bauchig, bis zu 14 mm hoch und am Stiel buchtig angewachsen. Oft sind die Lamellen stark queradrig verbunden. Das Sporenpulver ist dottergelb (IVd(c) nach Romagnesi).
Der 4–7 cm lange und 1–2 cm breite, fast zylindrische Stiel ist weiß und niemals gerötet. Er läuft von der Basis her an und hat im Alter einen stark schmutzig graubraunen Ton. Junge Exemplare haben einen harten, vollen und festfleischig Stiel, später wird er weich, schwammig ausgestopft und gekammert. Er hat aber meist bis ins Alter eine feste Rinde.
Das Fleisch ist schon jung etwas schmutzig weiß getönt und sehr festfleischig, später ist es fast durchweg gräulich verfärbt und hat bisweilen auch bräunliche Partien.
Das Fleisch verfärbt sich mit Guajak grün und mit Phenol schmutzig weinbraun. Mit Eisensulfat verfärben sich die Lamellen rötlich und das Fleisch rasch ziegelrot, im Alter mehr schmutzig rötlich. Mit Anilin verfärben sich die Lamellen zuerst etwas zitronengelb, dann mehr orangerötlich.
Frisch und jung ist der Täubling fast ohne jeden Geruch und schmeckt entschieden, aber niemals unerträglich scharf.

### Mikroskopische Merkmale
Die rundlichen bis elliptischen Sporen sind 8–10 µm lang und 5,7–8 (–9) µm breit. Das warzige oder stumpfstachelige Ornament besteht aus bis zu 1,75 µm hohen, dicken, konischen und isoliert stehenden, dornigen Warzen. Der Apiculus misst 1,5–1,75 × 1–1,5 µm, der Hilarfleck ist relativ klein und hat einen Durchmesser von etwa 3 µm. Er ist mehr oder weniger abgerundet und stark amyloid. Die Basidien sind 35–55 µm lang und 9–14 µm breit und tragen je vier Sporen. Die 70–90 µm langen und  8–15 µm breiten Pleurozystiden sind sehr zahlreich. Sie ragen nur wenig heraus, sind spindelförmig und unterschiedlich appendikuliert oder zugespitzt. In Sulfovanillin färben sie sich schwärzlich-grau an.
Die Hyphen der Huthaut sind dünn und nicht sehr regelmäßig. Die sehr schlanken, 2–4 µm breiten Haare sind oben meist verschmälert oder verjüngen sich zur Spitze hin. Die Pileozystiden sind sehr zahlreich und ragen oft weit aus dem Zellverband heraus. Sie sind oft mehrfach septiert, zylindrisch oder schlank-keulig und an der Spitze stumpf. In Sulfovanillin färben sie sich nur schwach grau. Auch in der Stielrinde sitzen viele, herausragende, breitere oder schmälere Zystiden.

## Ökologie und Verbreitung

Europäische Länder mit Fundnachweisen des Purpurfleckigen Täublings.
Legende:
Länder mit Fundmeldungen
Länder ohne Nachweise
keine Daten
außereuropäische Länder

Der Purpurfleckige Täubling ist wie alle Täublinge ein Mykorrhizapilz, der mit verschiedenen Laubbäumen eine symbiontische Beziehung eingehen kann. Seine wichtigsten Wirtsbäume sind Rotbuche, Hainbuche, und Eiche, seltener geht er auch mit Linden
eine Partnerschaft ein.
Man findet den Pilz in gemäßigt temperierten Buchen-, Buchen-Tannen- und Hainbuchen-Eichenwäldern, sowie Eichenhainen und Parks. Der Täubling kommt auf frischen, neutralen bis alkalischen, sandigen oder lehmigen bis tonigen Böden vor. Die Fruchtkörper erscheinen
von Juli bis Oktober.
Der Purpurfleckige Täubling ist eine ziemlich seltene, rein europäische Art. Der Täubling fehlt in den höheren Lagen der europäischen Mittelgebirgen.
In Deutschland findet man ihn von Holstein und Brandenburg bis zum Hochrhein und ins Voralpenland hinein. Überall ist er selten und weit zerstreut. Aus Österreich liegen aus den letzten Jahren keine gesicherten Fundmeldungen vor.

## Systematik

### Infragenerische Systematik
Der Purpurfleckige Täubling wird in die Untersektion Maculatinae (Urentinae) gestellt, die unterhalb der Sektion Insidiosinae (Untergattung Insidiosula) steht. Die Vertreter dieser Untersektion haben meist rote, gelbe, oder purpurrote Hüte. Sie schmecken scharf und haben ein gelbes Sporenpulver.

## Bedeutung
Wie alle scharfschmeckenden Täublinge ist auch der Purpurfleckige Täubling nicht essbar.